# Troskovice
Troskovice è un comune della Repubblica Ceca facente parte del distretto di Semily, nella regione di Liberec.

## Monumenti e luoghi d'interesse
- Castello di Trosky